# Orcynopsis unicolor
Genre
Espèce
Statut de conservation UICN

 LC  : Préoccupation mineure
Orcynopsis unicolor est une espèce de poissons marins appartenant à la famille des Scombridae. Elle est appelée Palomète, nom vernaculaire qu'elle partage avec Trachinotus ovatus. Orcynopsis unicolor est la seule espèce de son genre Orcynopsis.

## Description
Parmi les Scombridae, Orcynopsis unicolor se distingue par une première nageoire dorsale basse et non pointue.